# Copiopteryx
Copiopteryx es un género de polillas en la familia Saturniidae, subfamilia Arsenurinae descrito por primera vez por James Duncan y John O. Westwood en 1841.

## Especies
El género incluye las siguientes especies:
- Copiopteryx adaheli Draudt, 1930
- Copiopteryx andensis Lemaire, 1974
- Copiopteryx banghaasi Draudt, 1930
- Copiopteryx biedermanni Kotzsch, 1930
- Copiopteryx cleopatra Girard, 1882
- Copiopteryx derceto (Maassen, 1872)
- Copiopteryx imperialis Girard, 1882
- Copiopteryx inversa Giacomelli, 1911
- Copiopteryx jehovah (Strecker, 1874)
- Copiopteryx montei Gagarin, 1933
- Copiopteryx phippsi Schaus, 1932
- Copiopteryx phoenix Deyrolle, 1868
- Copiopteryx semiramis (Cramer, 1775)
  - Copiopteryx semiramis gadouorum Lemaire, 1971
- Copiopteryx sonthonnaxi Em. Andre, 1905
- Copiopteryx steindachneri Fassl, 1917
- Copiopteryx travassosi May, 1933
- Copiopteryx virgo Zikan, 1929